# Eriothrix
Eriothrix é um género botânico pertencente à família Asteraceae. É composto por 3 espécies descritas e destas 2 são aceites.
O género foi descrito por Alexandre Henri Gabriel de Cassini e publicado em Bull. Sci. Soc. Philom. Paris 1817: 32. 1817. A espécie-tipo é Eriotrix juniperifolia Cass. = Eriotrix lycopodioides (Lam.) DC.
Trata-se de um género não listado pelo sistema de classificação filogenética Angiosperm Phylogeny Website.

## Espécies
- Eriotrix commersonii Cadet
- Eriotrix lycopodioides (Lam.) DC.